# Jiří Traxler

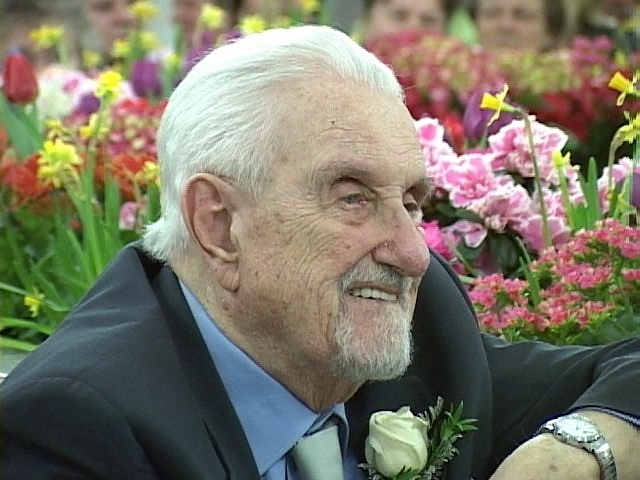
Jiří Traxler bei den Feiern zu seinem 95. Geburtstag

Jiří Traxler (* 12. März 1912 in Tábor, Königreich Böhmen, Österreich-Ungarn; † 7. August 2011 in Edmonton) war ein tschechisch-kanadischer Jazz- und Swing-Pianist, Komponist, Liedtexter und Arrangeur. Er gilt als einer der frühen Protagonisten der Swingmusik in der Tschechoslowakei. Traxler war der letzte lebende Musiker, der mit dem tschechischen Komponisten Jaroslav Ježek zusammenarbeitete. 1951 emigrierte er nach Kanada und lebte zuletzt mit seiner Frau Jarmila in Edmonton.

## Leben
Traxler wurde 1912 im böhmischen Tábor geboren, das seinerzeit Teil von Österreich-Ungarn war. Seine musikalische Ausbildung begann er als Kind im Musikinstitut in Tábor. Während seiner Gymnasialzeit spielte er im Tanzorchester The Red Ace Players. Nach seiner Graduierung am Gymnasium fing er ein Jura-Studium an, das er der Musik zuliebe abbrach.

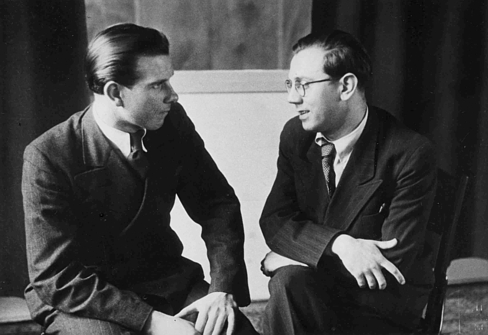
Jiří Traxler (links) und Jaroslav Ježek am 21. April 1938 im Studio Ultraphon

Von 1935 bis 1937 trat Traxler als Mitglied des Gramoklub Orchestra in Prag auf, mit dem auch erste Aufnahmen entstanden. Zwei seiner Kompositionen – Feelin´ Low und Short Story – waren Teil einer Reihe von Aufnahmen, die 1936 für das Label Ultraphon aufgezeichnet wurden. Sein Foxtrott A Little Rhythm wurde die Erkennungsmelodie des Orchesters. 1937 wurde er Mitglied der Urheberrechts-Vereinigung Ochranný svaz autorský (OSA).
1938 begann seine kurze Zusammenarbeit mit Jaroslav Ježek und dessen Swing Band. Traxler schrieb für Ježeks Band, vier Kompositionen, darunter wurden Full Moon´s Music und Noisy Serenade für Ultraphon eingespielt. Die beiden anderen Kompositionen (Roaring in F und Blues) nahm Ježek 1938 für das Prager Radio auf. Die Noten und Arrangements für die Songs gingen verloren. Im Januar 1939 wurde die Zusammenarbeit der beiden Musiker beendet, als Jaroslav Ježek gezwungen war, in die Vereinigten Staaten zu emigrieren, nachdem die Nationalsozialisten im Zuge der Sudetenkrise das Land besetzt hatten.
Ende der 1930er und Anfang der 1940er Jahre arbeitete Traxler mit den Ensembles Blue Music (1938/39) und Elit Club (1942); außerdem war er als Komponist moderner Tanzmusik beim Prager Verlag Mojmír Urbánek engagiert. 1939 unterzeichnete er einen Fünfjahresvertrag beim Verlagshaus des Sängers und Bandleaders R. A. Dvorský. Als Mitglied des R. A. Dvorský Orchestra trat Traxler auf Bühnen in Böhmen und Mähren auf. Er hatte auch die Funktion des Arrangeurs, Liedtexters, Übersetzers und betreute die Konzerte und Radio-Aufnahmen des Orchesters. 1948 kehrte er zum Urbánek-Verlag zurück, nachdem mit den Enteignungen durch das kommunistische Regime der CSSR sein Vertrag vorzeitig beendet worden war. Zur selben Zeit spielte er im Karel Vlach Orchestra.
1949, ein Jahr nach dem kommunistischen Staatsstreich, komponierte Traxler Musik für die Komödie Moje žena Penelopa; die Aufführung wurde jedoch von den Machthabern unmittelbar nach der Premiere als „politisch unerwünscht“ verboten. Im selben Jahr entschied er sich das Land zu verlassen. Nach einem kurzen Aufenthalt in Westdeutschland emigrierte er 1950 nach Kanada, wo er in den nächsten Jahren als Komponist und Arrangeur tätig war. Er lebte in Montreal und arbeitete im Hauptberuf als Technischer Zeichner bei Canadair Ltd.
1982 veröffentlichte Traxler seine Autobiografie Já nic, já muzikant (Don't Blame Me, I'm Just a Musician) im tschechisch-kanadischen Exil-Verlag Sixty-Eight Publishers, der von Josef Škvorecký geleitet wurde. 1995 zog er mit seiner Frau nach Edmonton im kanadischen Alberta.
2009 drehte der tschechische Musiker Ondřej Havelka die Filmdokumentation Poslední mohykán (The Last of the Mohicans), die die Lebensgeschichte von Jiří Traxler erzählt.

## Auszeichnungen
- Masaryk Prize (2006) der Czech and Slovak Association of Canada (České a slovenské sdružení v Kanadě) für verdiente Persönlichkeiten tschechischer Herkunft.
- 2009 – Auszeichnung für „Beiträge zur tschechischen Musik“ der Society for the Protection of the Rights of Music Authors and Publishers (Ochranný svaz autorský (OSA))

## Werke
Während seiner Karriere in der Tschechoslowakei wurden rund 150 Titel Traxlers auf Schallplatte aufgenommen. Die Gesamtzahl seiner Kompositionen liegt um 200.

### Filmmusik
- Eva tropí hlouposti (Eva macht Dummheiten, 1938) mit Kamil Běhounek.
- Za tichých nocí (In the Quiet Nights, 1941) – Jazz-Arrangements für drei Kompositionen von Rudolf Friml.
- Sobota (Saturday, 1944) – Musik und Liedtexte, mit J. Stelibský.

### Bühnenmusik
- Hledá se zlato – Musik und Text
- Tak jako v nebi (1947) – Musik, mit Petr Kareš
- Moje žena Penelopa (1949)

### Songs
- Hádej, hádej
- Jedu nocí
- Soumrak
- Padají hvězdy z nebe
- Bloudění v rytmu
- Nám to nevadí
- Bílé mraky

## Aufnahmen
- Hold Jiřímu Traxlerovi, CD (FR0167-2)[8]
- Kamil Běhounek, Jiří Traxler – Swing Time, CD[9]